# Rezay
Rezay is een gemeente in het Franse departement Cher (regio Centre-Val de Loire) en telt 218 inwoners (1999). De plaats maakt deel uit van het arrondissement Saint-Amand-Montrond.

## Geografie
De oppervlakte van Rezay bedraagt 21,8 km², de bevolkingsdichtheid is 10,0 inwoners per km².
De onderstaande kaart toont de ligging van Rezay met de belangrijkste infrastructuur en aangrenzende gemeenten.

## Demografie
Onderstaande figuur toont het verloop van het inwonertal (bron: INSEE-tellingen).